# بينيتو إراولا سانتياغو
بينيتو إراولا سانتياغو (بالإنجليزية: Benito Santiago)‏ هو لاعب كرة قاعدة أمريكي، ولد في 9 مارس 1965 في بونس، بورتوريكو في الولايات المتحدة.

## وصلات خارجية
- بينيتو إراولا سانتياغو على موقع دوري كرة القاعدة الرئيسي (الإنجليزية)
- بينيتو إراولا سانتياغو على موقعبيزبول رفرنس.كوم (الدوري الرئيسي) (الإنجليزية)
- بينيتو إراولا سانتياغو على موقعبيزبول رفرنس.كوم (الدوري الثانوي) (الإنجليزية)
- بينيتو إراولا سانتياغو على موقع إي إس بي إن.كوم (أم.أل.بي) (الإنجليزية)
- بينيتو إراولا سانتياغو على موقع مشجعي الرسوم البيانية (الإنجليزية)